# Alberto Rojo Blas
Alberto Rojo Blas (Guadalajara, 1975) és un polític espanyol del Partit Socialista Obrer Espanyol (PSOE), alcalde de Guadalajara des de juny de 2019. Entre 2003 i 2011 va ésser alcalde d'Hita.

## Biografia
Nascut el 1975 a Guadalajara, es va diplomar en Ciències Empresarials per la Universitat d'Alcalá. Es va iniciar en política en les Joventuts Socialistes de Guadalajara, assumint la seva primera responsabilitat política com a secretari general d'aquestes. Alcalde d'Hita entre 2003 i 2011. Va ésser també diputat de la sisena legislatura de les Corts de Castella-la Manxa (2003-2007). Empleat a l'empresa de logística Grup Pol entre 2010 i 2015, va ésser nomenat delegat de la Junta de Comunitats de Castella-la Manxa a Guadalajara el 2015. Cap de llista de la candidatura del PSOE a les eleccions municipals del 26 de maig de 2019 a Guadalajara. Després de l'anunci d'un acord de govern amb Ciutadans-Partit de la Ciutadania, va ésser investit com a alcalde el 15 de juny de 2019.